# 외기권

지구의 대기, 외기권(Exosphere)은 가장 바깥 부분

외기권(外氣圈), 또는 외권(外圈)(영어: exosphere, 문화어: 바깥권)은 지구 대기권의 최외곽을 형성하는 대기층이다. 아래로는 열권을 접하고 있으며, 외기권 바깥은 우주 공간이다. 지표면으로부터 500 - 1000km 정도에서 시작하며, 대략 10,032km 정도까지가 외기권인 것으로 추정된다. 사실상 우주 공간이 시작되는 구간이며, 외기권의 주된 기체는 수소와 헬륨이며, 외기권 바닥층에는 일부 원자 상태의 산소도 존재한다. 외기권을 나타내는 영어인 exosphere는 "바깥"을 뜻하는 그리스어인 exo로부터 유래했다.
이 층의 대기는 극히 희박하게나마 존재하기 때문에, 인공 위성이 약간의 마찰력을 받기는 하지만 궤도를 유지하면서 지구 주위를 선회할 수 있다.
외기권 바닥층은 다음 두 가지 중의 하나로 정의된다.
1. 대기 입자간의 충돌이 무시될 수 있을만한 수준인 높이
2. 내부의 원자가 순수한 탄도 궤도를 따라 움직이는 높이

외기권이 끝나고 우주가 시작되는 정확한 높이는 완전히 정의되어 있지 않아 우주 공간과 동일하게 취급되는 경우가 많은데, 정확한 값을 정하는 것 역시 그다지 의미가 없다.

## 낮은 경계
열권 또는 exobase로 알려져 있는 외기권의 낮은 경계의 고도는 그 범위가 약 250km에서 500km로 태양의 활동에 따라 달라진다. 열권의 가장자리에서 외기권의 낮은 경계는 때때로 지구의 표면 위로 500km에서 1000km로 측정된다. 외기권의 가장 낮은 고도인 외기권은 또한 임계의 단계로 불리며 두 가지 방법 중 하나로 명백히 정의된다:
1. 그 위의 높이에서 입자들 사이의 보잘 것 없는 원자 충돌이 일어나고
2. 그 위의 높이를 구성하는 원자들은 단순히 탄도의 궤도에 있다.

외기권에서 분자의 평균 자유도는 1압력 규모의 높이와 같다. 압력 규모 높이는 거의 주된 구성 원자들의 밀도규모 높이와 같고 Knudsen number는 평균자유도의 비율과 일반적인 밀도 변화규모이기 때문에 이것은 외기권이 놓인 지역 위치의 평균이다.
외기권의 높이에서 변화는 이것이 위성에 대기를 끌어다주고 결국 궤도를 유지할 아무런 움직임이 없다면 궤도로부터 떨어지는 것을 유발하기 때문에 중요하다.

## 위쪽으로의 경계
외기권의 위쪽으로의 경계는 고도로부터 이론적으로 정의되고, 태양복사압의 영향은 지구의 중력적 당김에 의해 수소원자의 속도를 초과한다. 지구 코로나로서 우주로부터 관찰할 수 있는 외기권은 지구의 표면으로부터 최소 60,000마일까지 확장되는 것으로 여겨진다. 외기권은 지구의 대기와 행성간 공간 사이의 유동적인 영역이다. 외기권의 위쪽으로의 경계는 때때로 10,000km으로 추정된다...

## 같이 보기
- 열권
- 중간권
- 성층권
- 대류권